# Râul Secătura, Șimon
Râul Secătura este un curs de apă, afluent al râului Șimon. 